# Úžina Admiralty
Úžina Admiralty (angl. Admiralty Inlet) se nachází v americkém státě Washington a spojuje Pugetův záliv s úžinou Juana de Fucy. Leží mezi Whidbeyho ostrovem a Olympijským poloostrovem.

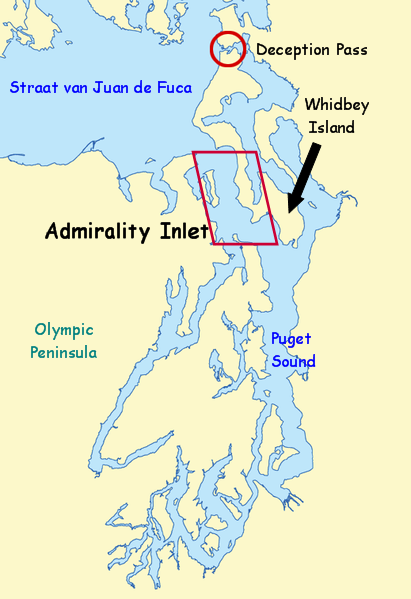
Mapka okolí

## Popis
Úžina je považována za severní konec hlavní části Pugetova zálivu. Její rozloha je 437 km² a její objem je 15 200 m³. Pobřeží má 171 kilometrů dlouhé a průměrná hloubka je 35 metrů. I přesto, že mezi majáky Point Wilson a Admiralty Head je pouze šest kilometrů široká, téměř všechna slaná voda, která se do zálivu dostává, proudí přes ní. Proudy při slapových jevech mohou dosahovat rychlosti až 6 uzlů (11 km/h).
Všechna mořská plavidla, která plují z nebo do Pugetova zálivu musí proplout úžinou. Výjimkou jsou ta dostatečně malá, aby mohla proplout Klamným průlivem. Tento fakt vedl k tomu, že se v dřívějších letech stal Port Townsend na Quimperově poloostrově oficiálním vstupním přístavem do zálivu. Na ochranu proti nepřátelským flotilám byly vystaveny pevnosti Fort Worden, Fort Casey a Fort Flagler.
V nynější době proplouvají úžinou kontejnerové lodě do hlavních přístavů v Seattlu a Tacomě a vojenská plavidla amerického námořnictva. Trasa trajektů Washington State Ferries mezi Keystonem a Port Townsendem je námořní částí Washington State Route 20 a také probíhá úžinou.

## Historie
Prvními Evropany, kteří objevili a zmapovali úžinu byli Španělé při expedici Manuela Quimpera. Jeden z Quimperových svěřenců, Juan Carrasco spatřil úžinu, myslel ale že se jedná o záliv a tak ji pojmenoval Caamañův záliv (špan. Ensenada de Caamaño) po mořeplavci Jacintu Caamañovi. O dva roky později, v roce 1792 úžinu přejmenoval George Vancouver na Admiralty Inlet po svém velitelství, které neslo název Admiralty. Španělský název nakonec převzal Caamañův ostrov.